# Armen Karamian
Armen Karamian (en arménien Արման Քարամյան), né le 14 novembre 1979 à Erevan en Arménie, est un footballeur international arménien. Il est le frère d'Artavazd Karamian.

## Palmarès

### Récompenses individuelles
Il obtient la récompense de Footballeur arménien de l'année en 2002.
Il est meilleur buteur de Premier-Liga en 2001 et en 2002.